# ۲۰۵۳ (میلادی)
۲۰۵۳ (میلادی) ۲۰۵۳مین سال تقویم میلادی است.

## درگذشتگان
‎